# Marcin Krzywański
Marcin Krzywański (ur. 29 sierpnia 1975) – polski lekkoatleta, sprinter. Zawodnik klubów: RKS Łódź, Browar Namysłów i Skra Warszawa.
Olimpijczyk z Sydney (2000 r.) w sztafecie 4x100m (rezerwowy).
Zawodowo podjął służbę w Państwowej Straży Pożarnej.

## Najważniejsze osiągnięcia
- Europejskie Igrzyska Młodzieży Szkolnej 1992: złoty medal – bieg na 100 m (10,72 s)
- Młodzieżowe ME 1997: srebrny medal – sztafeta 4 x 100 m (39,27 s)
- PE I liga 1998: 1. miejsce – 100 m (10,44 s)
- ME w Budapeszcie 1998: brązowy medal – 4 x 100 m (38,98 s)
- MŚ w Sewilli 1999: 5. miejsce w sztafecie 4 x 100 m (38,70 s)
- PE Superliga 2001: 3. miejsce – 4 x 100 m (39,00 s)
- PE Superliga 2003: 2. miejsce – 4 x 100 m (38,45 s)

2-krotny mistrz Polski (100 m i sztafeta 4 x 100 m), 4-krotny halowy mistrz kraju na 60 m.

## Rekordy życiowe

### na stadionie
- bieg na 100 m
  - 10,23 s. (10. wynik w historii polskiego sprintu) 26 czerwca 1998, Wrocław[2]
  - 10,20 s. (przy zbyt silnym sprzyjającym wietrze +3,4 m/s) 5 lipca 2003, Bielsko-Biała[3]
- bieg na 200 m - 21,11 s. - 19 maja 2001, Łódź

### w hali
- bieg na 60 m - 6,53 s. (2.wynik w historii polskiego sprintu) - 27 lutego 1998, Walencja